# WrestleMania X8
 (juillet 2017).
Si vous disposez d'ouvrages ou d'articles de référence ou si vous connaissez des sites web de qualité traitant du thème abordé ici, merci de compléter l'article en donnant les références utiles à sa vérifiabilité et en les liant à la section « Notes et références ».
Pour les articles homonymes, voir X8.
WrestleMania X8 est le nom de la dix-huitième édition de WrestleMania,  réunion évènementielle annuelle de catch (Lutte Professionnelle) présentée et produite par la World Wrestling Federation, et retransmise en direct via cable, selon le principe du paiement à la séance (pay-per-view). Cet évènement s'est déroulé le 17 mars 2002 au SkyDome de Toronto, en Ontario au Canada. 
C'est le deuxième WrestleMania à avoir pris place dans la métropole de Toronto (après WrestleMania VI). Le record d'affluence du SkyDome, battu lors de l'évènement avec 68 237 spectateurs, explique les grosses recettes directes (entrées et commandes de la réunion sur TV) avoisinant les 6,1 millions de dollar canadien (environ 6.2 millions de dollar américain).
WrestleMania X8 a été le dernier WrestleMania à être produit par la World Wrestling Federation sous ce nom, avant son changement de nom pour son nom actuel, World Wrestling Entertainment..

## Résultats
| #                                       | Match | Stipulation                                                                                                | Durée |
| --------------------------------------- | --- | --- | ----- |
| Dark                                    | Albert, Rikishi et Scotty 2 Hotty battent Lance Storm, Mr. Perfect et Test | Six-man Tag Team match avec Jacqueline en arbitre spéciale.                                                | 3:06  |
| 1                                       | Rob Van Dam bat William Regal (c) | Match simple pour le championnat Intercontinental.                                                         | 6:19  |
| 2                                       | Diamond Dallas Page (c) bat Christian | Match simple pour le championnat Européen                                                                  | 6:08  |
| 3                                       | Goldust vs. Maven (c) s'est terminé quand Spike Dudley a fait le tombé sur Maven. | Hardcore match pour le championnat Hardcore.                                                               | 3:17  |
| 4                                       | Kurt Angle bat Kane | Match simple.                                                                                              | 10:45 |

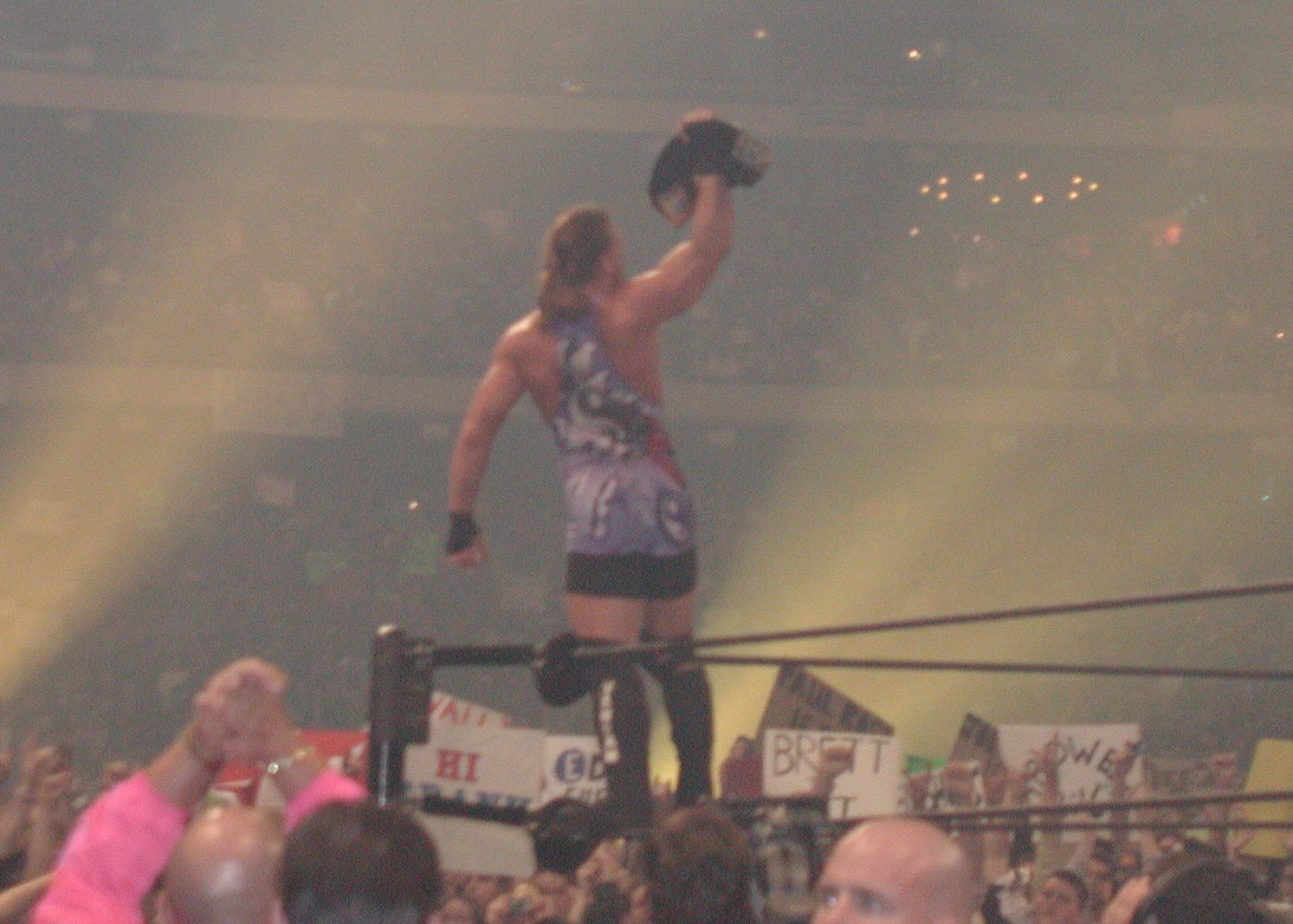
Van Dam après avoir remporté le titre Intercontinental

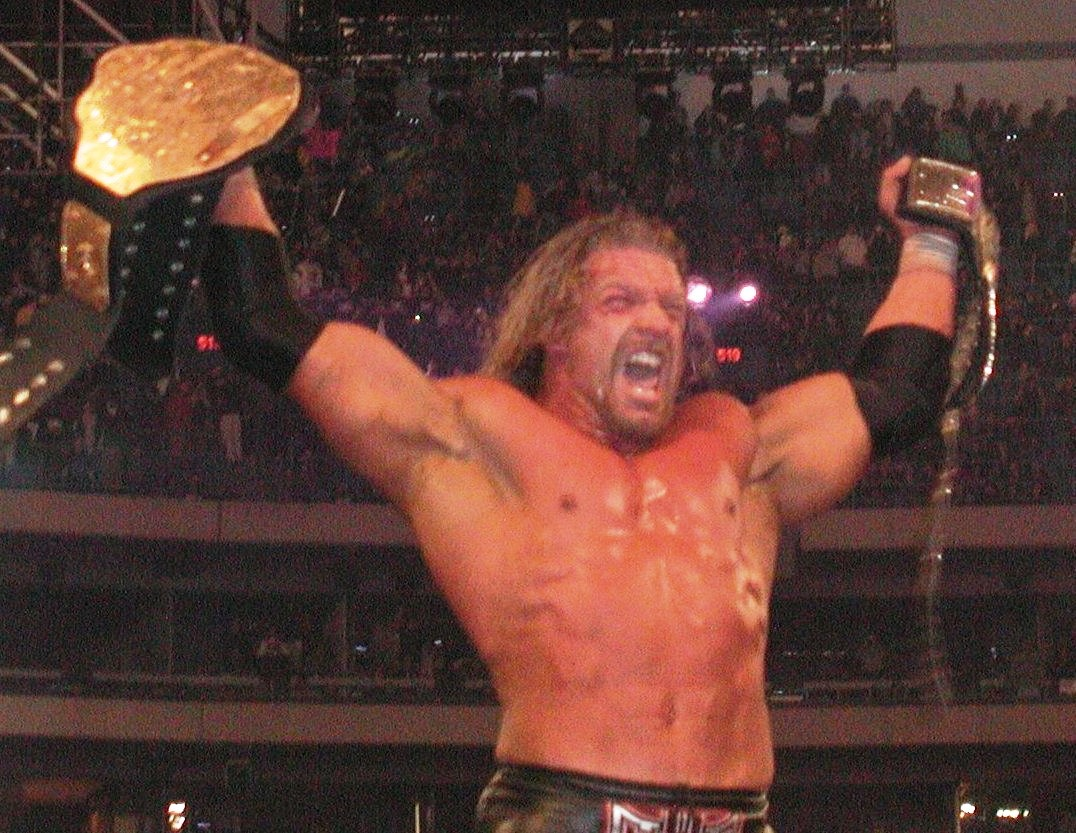
Triple H, devenu Champion Incontesté de la WWF

| 5                                       | The Undertaker bat Ric Flair | No Disqualification match. - Ce match amena la série d'invicibilité de l'Undertaker à WrestleMania à 10-0. | 18:47 |
| 6                                       | Edge bat Booker T | Match simple.                                                                                              | 6:32  |
| 7                                       | Stone Cold Steve Austin bat Scott Hall (avec Kevin Nash) | Match simple.                                                                                              | 9:51  |
| 8                                       | Billy and Chuck (Billy Gunn et Chuck Palumbo) (c) battent APA (Brashaw et Faarooq), Dudley Boyz (Bubba Ray Dudley et D-Von Dudley) (avec Stacy Keibler) et Hardy Boyz (Jeff et Matt Hardy) | Four Corners Elimination match pour le championnat du monde par équipes de la WWF.                         | 13:50 |
| 9                                       | The Rock bat Hollywood Hogan | Match simple.                                                                                              | 16:23 |
| 10                                      | Jazz (c) bat Lita et Trish Stratus | Triple Threat match pour le championnat féminin de la WWF.                                                 | 6:16  |
| 11                                      | Triple H bat Chris Jericho (c) (avec Stephanie McMahon) | Match simple pour le championnat indisputé de la WWF.                                                      | 18:41 |
| (c) désigne le(s) champion(s) en titre. | | |       |